# Ügyek

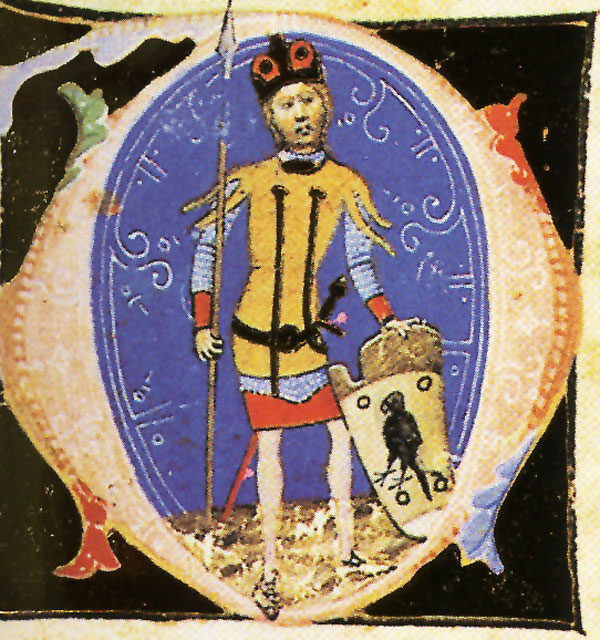
Ugyek en el Chronicon Pictum.

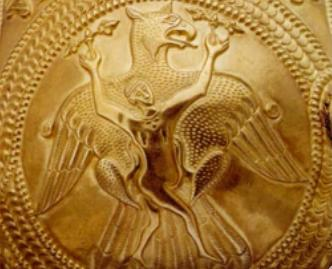
Emese y el Turul.

Ügyek, Príncipe de Hungría (?-854), según las crónicas húngaras, esposo de Emese y padre del Príncipe Álmos. Gobernó a los magiares a finales del siglo IX y los condujo a través de Eurasia en dirección a Europa.
Según la leyenda, su hijo Álmos habría nacido luego de que el Turul, el ave mítica de los húngaros precristianos, se le hubiera aparecido a Emese, madre del Príncipe y augurado grandes éxitos futuros a él y a sus descendientes.

En el año 819 de la encarnación de Nuestro Señor, Ügek, el principal noble de Escitia descendiente de la gran casa de Magog, tomó por esposa a Dentumoger, hija del príncipe Eunedubelian, llamada Emese, de quien tuvo un hijo, que fue llamado Álmos. Este nombre fue consecuencia de un acontecimiento divino, porque cuando estaba embarazada tuvo una visión en un sueño en forma de halcón que parecía preñarla y le hacía saber que de su vientre surgiría un torrente y de sus lomos se generarían reyes poderosos, pero que no se multiplicarían en su propia tierra. Como sueño se dice  álom  en húngaro, y su nacimiento fue predicho en un sueño, fue llamado Álmos. También es posible que el nombre Álmos, que quiere decir «santo» se deba a los reyes y duques santos que nacieron de esta línea.
Anonymus: Gesta Hungarorum

Tras la muerte de Ügyek, su hijo Álmos ocupó el trono del Principado húngaro cerca de 854.